# La patrulla dels Castors

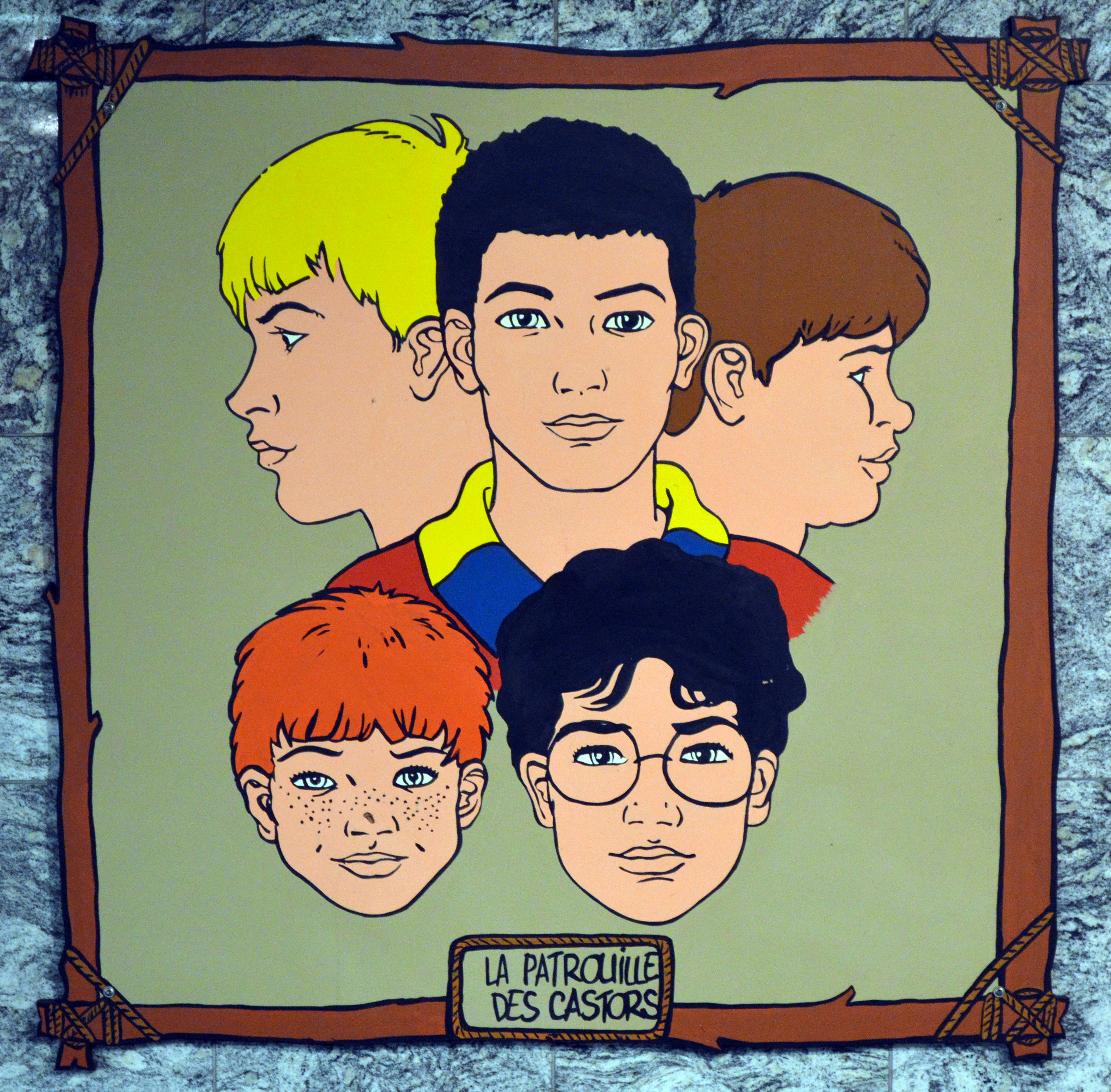
Representació de la Patrulla dels castors.

La patrulla dels Castors (La Patrouille des Castors en l'original) és una sèrie de còmic francobelga amb guió fins al 1980 de Jean-Michel Charlier (1924-1989) i dibuixada sempre per Mitacq (1927-1994) que es van publicar per primera vegada en català a la revista Cavall Fort l'any 1963. Aquest còmic s'havia començat a publicar originalment en francès al Journal de Spirou, el 25 novembre 1954 i ens parla de les aventures d'una patrulla d'escoltes. Els protagonistes eren els cinc membres de la patrulla: Llop Astut, el cap entenimentat i ple de sentit comú; en Pica-soques, el més decidit; en Falcó, el cervell de la colla; en Tapir, el grassonet sempre a punt per protagonitzar el moment còmic i en Mosca, el més jove i poruc.

## Publicació
Es va publicar originalment al Journal de Spirou des de 1954 i les històries es van anar recopilant en àlbums des de 1955.
En català la traducció la va fer en Joaquim Carbó. Les historietes es van recopilar en àlbums. Primer ho va fer Josep Tremoleda i Roca a la col·lecció Anxaneta i després Editorial Complot l'any 1987.

### Àlbums Anxaneta
1. Darrera la pista de Mowgli, 1964 (Sur la piste de Mowgli, 1956-1957; recopilat en l'àlbum nº4 el 1959).
2. El misteri de la casa solitària, 1964 (L'Inconnu de la villa mystère, 1956; recopilat en l'àlbum nº3 el 1958).
3. Una ampolla dintre el mar, 1965 (La Bouteille à la mer, 1957; recopilat en l'àlbum nº5 el 1959).
4. La Muntanya prohibida, 1965 (Le Secret des monts tabou, 1959; recopilat en l'àlbum nº7 el 1961).
5. Enigma sota l'aigua, 1966 (Le Hameau englouti, 1959-1960; recopilat en l'àlbum nº8 el 1961; basat en una història real).
6. Els llops escarlates, 1968 (Les Loups écarlates, 1962-1963; recopilat en l'àlbum nº11 el 1964).
7. Perill a la Camarga, 1968 (Mystère en Camargue, 1963; recopilat en l'àlbum nº12 el 1965 amb el títol Menace en Camargue).

### Àlbums Complot
1. Darrera la pista de Mowgli, 1987 (reedició).
2. El Traïdor de Royalmont, 1987 (Le Traître sans visage,[3] 1960; recopilat en l'àlbum nº9 el 1962).

### Àlbums inèdits en català
El guió és de Charlier fins al número 23 excepte el número 22, de Mitacq que s'encarrega del guió dels següents, excepte els números 30, de Marc Wasterlain. El dibuix sempre és de Mitacq.
- 1. Le Mystère de Grosbois, 1954 (recopilat el 1955).
- 2. Le Disparu de Ker-Aven, 1955-1956 (recopilat el 1957).
- 6. Le Trophée de Rochecombe, 1958 (recopilat el 1960).
- 10. Le Signe indien, 1961-1962 (recopilat el 1963).
- 13. La Couronne sacrée, 1964 (recopilat el 1965 amb el títol La Couronne cachée).
- 14. Le Chaudron du diable, 1964-1965 (recopilat el 1966).
- 15. L'autobús hanté, 1965 (recopilat el 1967).
- 16. Le Fantôme, 1966-1967 (recopilat el 1969).
- 17. Le Pays de la mort, 1971 (recopilat el 1972).
- 18. Les Démons de la nuit, 1972 (recopilat el 1973).
- 19. Vingt milliards sous la terre, 1973 (recopilat el 1974).
- 20. El Demonio, 1975-1976 (recopilat el 1977).
- 21. Passeport pour le néant, 1978 (recopilat el 1979).
- 22. Vacances goutte à goutte, guió de Mitacq, 1979, no s'ha recopilat en àlbum).
- 23. Prisonniers du large, 1979-1980 (recopilat el 1980 com àlbum 22).
- 24. Le Parrain, 1980 (no s'ha recopilat en àlbum).
- 25. L'Envers du décor, 1981 (recopilat el 1983 com àlbum 23).
- 26. Souvenirs d'Elcasino, 1983 (recopilat el 1984 com àlbum 24).
- 27. L'Empreinte, 1984 (recopilat el 1984 com àlbum 25). Reprès el 2007.
- 28. L'Île du crabe, 1985 (recopilat el 1986 com àlbum 26).
- 29. Blocus, 1987 (recopilat el 1987 com àlbum 27).
- 30. Torrents sur Mésin, (recopilat el 1990 com àlbum 28).
- 31. La Pierre de foudre, 1993 (recopilat el 1993 com àlbum 29).